# 20 octobre
Pour les articles homonymes, voir Vingt-Octobre.
20 septembre 20 novembre
Chronologies thématiques
- Croisades
- Ferroviaires
- Sports
- Disney
- Anarchisme
- Catholicisme

Abréviations / Voir aussi
- (° 1852) = né en 1852
- († 1885) = mort en 1885
- a.s. = calendrier julien
- n.s. = calendrier grégorien
- Calendrier
- Calendrier perpétuel
- Liste de calendriers
- Naissances du jour

Le 20 octobre est le 293e jour de l'année du calendrier grégorien, le 294e en cas d'année bissextile. Il reste 72 jours avant la fin de l'année.
C'était généralement l'équivalent du 29 vendémiaire du calendrier républicain ou révolutionnaire français, officiellement dénommé jour de l'orge.

## Événements

### XVIesiècle
- 1587 : à la bataille de Coutras, le roi de Navarre, futur Henri IV de France (et de Navarre), bat l'armée royale du roi de France en exercice Henri III, mal commandée par le duc Anne de Joyeuse, qui meurt dans la bataille.
- 1600 : début de la bataille de Sekigahara, au Japon.

### XVIIesiècle
- 1620 : la principauté de Béarn est annexée au royaume de France par Louis XIII.

### XIXesiècle
- 1805 : capitulation de l'armée autrichienne, à la fin de la bataille d'Ulm.
- 1827 : bataille de Navarin, les coalisés britannico-franco-russes écrasent la flotte ottomane, dans la baie de Navarin.

### XXesiècle
- 1944 : débarquement américain aux Philippines (Seconde Guerre mondiale).
- 1962 : déclenchement de la guerre sino-indienne.
- 1973 : massacre du samedi soir, dans le cadre du scandale du Watergate.

### XXIesiècle
- 2011 : l'E.T.A. basque annonce la « fin définitive de son action armée ».
- 2017 : en République tchèque, le mouvement ANO 2011, du milliardaire populiste Andrej Babiš, remporte les élections législatives.
- 2018 : en Afghanistan, les élections législatives se déroulent dans un climat d'insécurité extrême.
- 2019 :
  - en Bolivie, les élections générales ont lieu, afin d'élire simultanément les président et vice-président, ainsi que les 130 membres de la chambre des députés, et les 36 membres du Sénat[1] ;
  - en Finlande, dans la province autonome des îles Åland, les élections législatives et municipales ont lieu, afin de renouveler les trente membres du Lagting ;
  - en Suisse, les élections fédérales ont lieu, afin de renouveler les 200 sièges du Conseil national, et les 45 des 46 sièges du Conseil des États ; pour plusieurs sièges de ce dernier, un second tour a lieu plus tard, en novembre suivant[2].
- 2021 : à la Barbade, Sandra Mason est élue première présidente du pays[3].
- 2022 : au Tchad, des émeutes font une cinquantaine de morts et plus de 300 blessés[4].
- 2024 : en Moldavie, Maia Sandu et Alexandr Stoianoglo se qualifient pour le second tour de l'élection présidentielle[5] et le « oui » l'emporte de justesse lors du référendum sur l'adhésion à l'Union européenne[6].

## Arts, culture et religion
- 1939 : le pape Pie XII publie sa première encyclique, Summi Pontificatus, critiquant des idéologies telles que le racisme, la supériorité culturelle et le totalitarisme.
- 1964 : les Rolling Stones britanniques jouent à l’Olympia pour la première fois à Paris[7].
- 1973 : ouverture de l'opéra de Sydney, en Australie.
- 2019 : clôture du XIe Festival Lumière, à Lyon, une ville des frères Lumière, de Bertrand Tavernier et Thierry Frémaux, festival ouvert cette année le 12 octobre.
- 2021 : le prix Sakharov est attribué à l’opposant russe Alexeï Navalny[8].

## Sciences et techniques

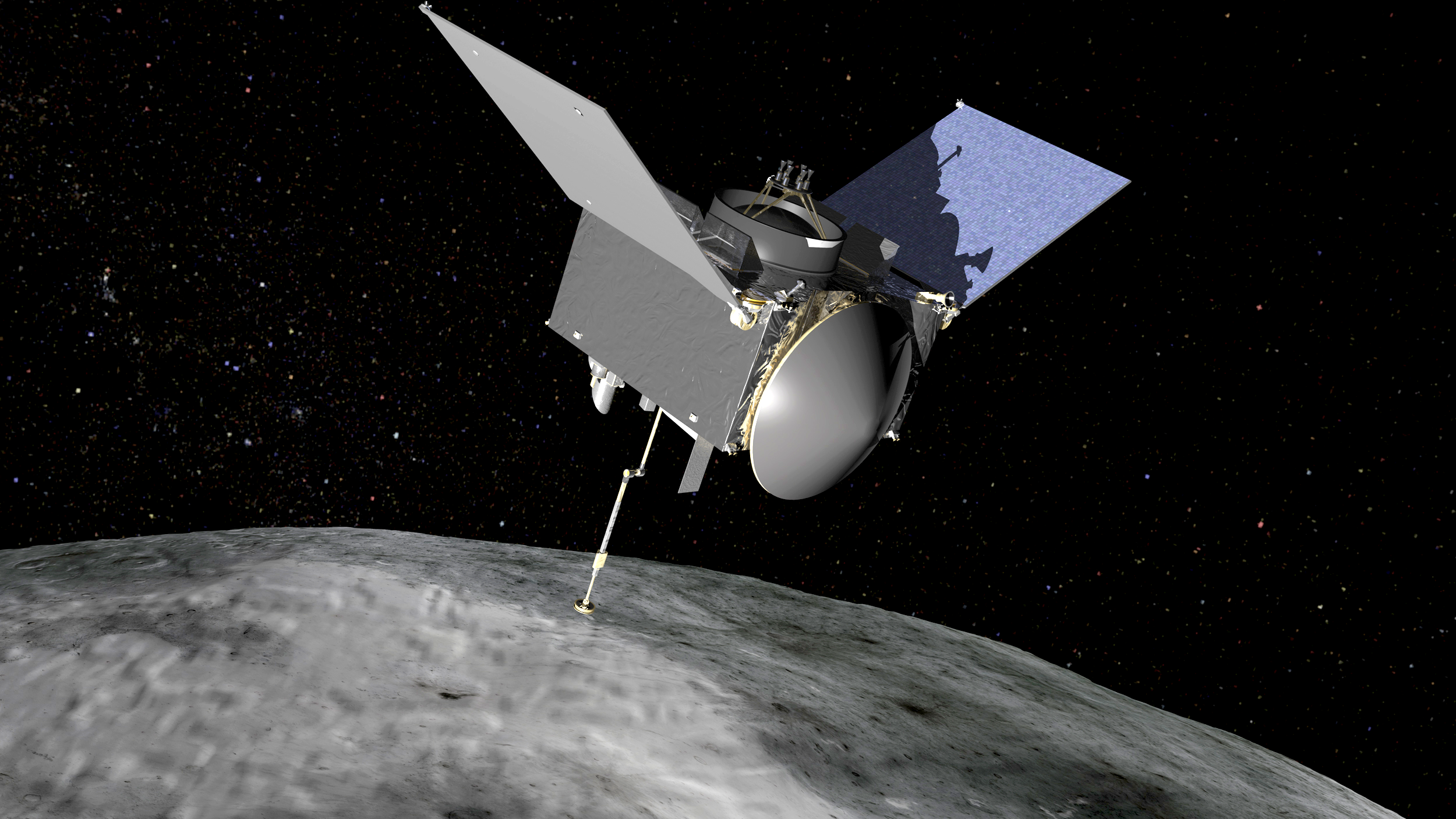
Le prélèvement doit s'effectuer panneaux solaires relevés, pour éviter qu'ils ne soient endommagés par le déploiement de la perche supportant le système TAGSAM et l'éjection de régolithe.

- 2018 : les agences spatiales européenne et japonaise lancent la mission d’exploration de Mercure, BepiColombo.
- 2020 : la sonde OSIRIS-REx commence à prélever le régolithe de l'astéroïde Bénou.

## Économie et société
- 1675 : lettre envoyée par Madame de Sévigné depuis son château marital de la marche de Bretagne, y vantant ses promenades et bois alentour, acquiesçant au mariage de sa nièce, et faisant allusion au passage à la répression de la révolte du papier timbré par Chaulnes, et au transfert du parlement de Bretagne de Rennes à Vannes[9].
- 1996 : marche blanche en Belgique, à la suite du scandale Dutroux.
- 2017 : des attentats font plus de 80 morts en Afghanistan.
- 2018 : Donald Trump annonce l'intention de retirer les États-Unis du Traité sur les forces nucléaires à portée intermédiaire, traité signé avec l'URSS en 1987.

## Naissances

### XVesiècle
- 1475 : Giovanni Rucellai, écrivain humaniste italien († 3 avril 1525).

### XVIIesiècle
- 1620 : Albert Cuyp, peintre néerlandais († 15 novembre 1691).
- 1632 : Christopher Wren, mathématicien et architecte anglais († 25 février 1723).
- 1670 : Abraham Davel, militaire vaudois († 24 avril 1723).
- 1677 : Stanislas Leszczynski, roi de Pologne et grand-duc de Lituanie de 1704 à 1709 et duc de Lorraine et de Bar de 1737 à 1766 († 23 février 1766).
- 1684 : Maria Barbara Bach, soprano et première femme de Jean-Sébastien Bach († 1720).

### XVIIIesiècle
- 1740 : Carlo Francesco Maria Caselli, prélat italien († 19 avril 1828).
- 1756 : Euloge Schneider, moine franciscain français († 1er avril 1794).
- 1780 : Pauline Bonaparte, princesse française, sœur de Napoléon Bonaparte († 9 juin 1825).

### XIXesiècle
- 1808 : Narcisse-Fortunat Belleau, homme politique canadien, maire de Québec de 1850 à 1853, Premier ministre du Canada-Est de 1865 à 1867 et lieutenant-gouverneur de 1867 à 1873 († 14 septembre 1894).
- 1829 : Henry Bazin, ingénieur français († 14 février 1917).
- 1836 : Martin Luc Huin, prêtre français des missionnaires des Missions étrangères de Paris reconnu comme martyr et saint par l'Église catholique († 30 mars 1866).
- 1839 : Florenty Pavlenkov, éditeur et philanthrope russe († 20 janvier 1900).
- 1840 : Désiré-Magloire Bourneville, médecin aliéniste français († 28 mai 1909).
- 1847 : Oscar Swahn, tireur suédois, plusieurs fois champion olympique et médaillé le plus âgé de l'histoire des jeux olympiques († 1er mai 1927).
- 1854 :
  - Alphonse Allais, écrivain et humoriste français († 28 octobre 1905).
  - Arthur Rimbaud, poète français († 10 novembre 1891).
- 1859 : John Dewey, philosophe américain († 1er juin 1952).
- 1866 : Kazimierz Twardowski, philosophe polonais († 11 février 1938).
- 1872 : Hassine Bouhageb (حسين بوحاجب), médecin tunisien († 13 mars 1946).
- 1873 : 
  - Nellie McClung, activiste et femme politique canadienne († 1er septembre 1951).
  - Mākereti Papakura, guide, artiste et ethnographe néo-zélandaise († 16 avril 1930).
- 1874 : Charles Ives, compositeur américain († 19 mai 1954).
- 1876 : Alexandre Pharamond, joueur de rugby français, champion olympique en 1900 († 4 mai 1953).
- 1882 : 
  - Margaret Dumont, actrice américaine († 6 mars 1965).
  - Béla Lugosi (Béla Blaskó dit), acteur américain († 16 août 1956).
- 1885 : Leonard Peterson, gymnaste suédois († 15 avril 1956).
- 1891 :
  - James Chadwick, physicien britannique († 24 juillet 1974).
  - Monte M. Katterjohn, scénariste américain († 8 septembre 1949).
- 1894 :
  - Henryk Berlewi, peintre et dessinateur polonais († 2 août 1967).
  - Jomo Kenyatta, homme politique kényan, premier président de la république du Kenya de 1964 à 1978 († 22 août 1978).
  - Wickey McAvoy, joueur de baseball américain († 6 juillet 1973).
- 1898 : Ferdinand Gilson, mécanicien, artilleur et résistant français († 26 février 2006).

### XXesiècle
- 1901 : Frank Churchill, compositeur américain († 14 mai 1942).
- 1904 : Thomas Clement « Tommy » Douglas, homme politique canadien Premier ministre de la Saskatchewan († 24 février 1986).
- 1907 : Paul Jourdier, officier français, compagnon de la libération († 2 avril 1995).
- 1910 : Irena Górska-Damięcka, actrice, metteur en scène et directrice de théâtre polonaise († 1er janvier 2008).
- 1917 :
  - Stéphane Hessel, diplomate et résistant français († 27 février 2013).
  - Jean-Pierre Melville (Jean-Pierre Grumbach dit), cinéaste français († 2 août 1973).
- 1919 : André Pousse, acteur français († 9 septembre 2005).
- 1920 : 
  - Nick Cardy (Nicholas Viscardi dit), dessinateur américain de comics († 3 novembre 2013).
  - Jacques Sallebert, journaliste français († 27 novembre 2000).
  - Janet Jagan († 28 mars 2009).
- 1922 : 
  - John Anderson, acteur américain († 7 août 1992).
  - Alexis Le Gall, combattant breton de la France libre († 21 décembre 2019).
  - François Crouzet, historien français († 20 mars 2010).
- 1924 : Claude Collard, judoka et dirigeant sportif français († 26 juillet 2007).
- 1925 : 
  - Arthur Buchwald, humoriste américain († 17 janvier 2007).
  - Roger Hanin (Roger Lévy dit), acteur français († 11 février 2015).
- 1926 : Ursula Happe, nageuse allemande, double championne olympique († 26 mars 2021).
- 1929 : Jacqueline Huet, actrice, chanteuse et présentatrice vocale française († 8 octobre 1986).
- 1930 : Fayard Nicholas, danseur de claquettes afro-américain († 24 janvier 2006).
- 1931 : Michael « Mickey » Mantle, joueur de baseball américain († 13 août 1995).
- 1932 : 
  - Roosevelt « Rosey » Brown, joueur de football américain († 9 juin 2004).
  - Michael McClure, poète américain († 4 mai 2020).
- 1934 :
  - Jean Bissonnette, réalisateur et producteur de télévision canadien († 29 mars 2016).
  - Bill Chase (William Edward Chiaiese dit), trompettiste de jazz américain († 9 août 1974).
  - Maureen Cleave, journaliste anglaise († 6 novembre 2021).
  - Julia Gutiérrez Caba, actrice espagnole madrilène.
  - Edward « Eddie » Harris, musicien et compositeur de jazz américain († 5 novembre 1996).
- 1935 : Jerome Bernard « Jerry » Orbach, acteur américain († 28 décembre 2004).
- 1937 : 
  - Wanda Jackson, chanteuse américaine.
  - Juan Marichal, joueur de baseball dominicain.
- 1939 : 
  - Daniel Prévost (Denis Forestier dit), comédien et humoriste français.
  - Jean-Claude Pirotte, écrivain et peintre belge († 24 mai 2014).
- 1940 :
  - Jean Clair (Gérard Régnier dit), écrivain essayiste, historien de l'art, conservateur du patrimoine, directeur de musée et depuis mai 2008 académicien français.
  - Nikita Mandryka (dit Mandryka ou Kalkus), dessinateur de bandes dessinées français († 13 juin 2021).
  - André Santini, homme politique français, maire d'Issy-les-Moulineaux depuis 1980.
- 1941 : 
  - Elson Beiruth, footballeur puis formateur brésilien († 15 août 2012).
  - Joyce Buñuel née Sherman, réalisatrice et scénariste franco-américaine, bru de Luis, veuve de Juan Luis, mère de Diego Buñuel.
- 1942 : 
  - Earl Hindman : acteur américain († 29 décembre 2003).
  - Christiane Nüsslein-Volhard, généticienne allemande, prix Nobel de physiologie ou médecine en 1995.
- 1945 :
  - Michel Cordes, acteur français.
  - George Wyner, acteur américain.
- 1946 :
  - Elfriede Jelinek, romancière autrichienne, prix Nobel de littérature en 2004.
  - Lucien Van Impe, cycliste sur route belge.
  - Pierfranco Vianelli, coureur cycliste italien, champion olympique.
- 1947 : Mamadou Keita, footballeur puis entraîneur malien († 9 avril 2008).
- 1949 : 
  - Valeri Borzov (Валерій Пилипович Борзов), athlète ukrainien, double champion olympique en sprint.
  - George Harris, acteur grenado-britannique.
- 1950 :
  - Thomas Earl « Tom » Petty, chanteur américain († 2 octobre 2017).
  - Claude Sérillon, journaliste français.
- 1951 :
  - Claudio Ranieri, joueur puis entraîneur de football italien.
  - Lothar Wardanjan, footballeur allemand.
- 1953 :
  - Bill Nunn, acteur américain († 24 septembre 2016)
  - Keith Hernandez, joueur de baseball américain.
  - Mariano Ramos, matador mexicain († 5 octobre 2012).
  - Friedrich-Wilhelm Ulrich, rameur d'aviron est-allemand, double champion olympique.
- 1954 : Lee Roy Selmon, joueur de football américain († 4 septembre 2011).
- 1955 : 
  - Marc Cerboni, escrimeur français, médaillé olympique († 2 décembre 1990).
  - Marc Toesca, animateur de radio et de télévision français.
- 1956 :
  - Daniel Francis « Danny » Boyle, réalisateur britannique.
  - Guy Chouinard, hockeyeur sur glace canadien.
  - Marc Fontan, pilote de vitesse moto français.
- 1958 :
  - Dave Finlay, lutteur irlandais.
  - Louis Giscard d'Estaing, homme politique français, second fils de Valéry Giscard d'Estaing.
  - Viggo Mortensen, acteur et poète américain.
  - Svetlana Nikichina, joueuse de volley-ball soviétique, championne olympique.
  - Ivo Pogorelić, musicien croate.
  - Patrick Saint-Éloi, chanteur français du groupe Kassav' († 18 septembre 2010).
- 1959 : 
  - Omar da Fonseca, footballeur argentin puis agent de joueurs, recruteur et consultant dans les médias.
  - Fabienne Keller, femme politique française.
- 1963 :
  - Sonia Dubois, journaliste et actrice française.
  - Julie Payette, astronaute canadienne.
- 1964 : Kamala Harris, vice-présidente des États-Unis.
- 1965 : Amos Mansdorf (עמוס מנסדורף), joueur de tennis israélien.
- 1967 :
  - Mylène Gilbert-Dumas, romancière québécoise.
  - Lucknerson « Luck » Mervil, chanteur et acteur canadien.
  - Patrick Senécal, scénariste, réalisateur et écrivain québécois.
- 1969 :
  - Juan González, joueur de baseball portoricain.
  - Driss Maazouzi, athlète de demi-fond français.
  - Guillermo Pérez-Roldán, joueur puis entraîneur de tennis argentin.
- 1970 :
  - Frédérique Courtadon, animatrice de télévision française.
  - Anne Delvaux, personnalité politique belge.
  - Chavo Guerrero, Jr. (Salvador Guerrero IV dit), lutteur américain.
  - Taj McWilliams-Franklin, basketteuse américaine.
- 1971 :
  - Snoop Dogg (Calvin Cordozar Broadus Jr dit), chanteur américain.
  - Eddie Jones, basketteur américain.
  - Danielle Jane « Dannii » Minogue, chanteuse australienne.
- 1975 : Slimane Raho, footballeur algérien.
- 1977 :
  - Heo Sung-tae, acteur sud-coréen.
  - Sam Witwer, acteur américain.
- 1978 :
  - Robert Maras, basketteur allemand.
  - Virender Sehwag (वीरेन्द्र सहवाग), joueur de cricket indien.
- 1979 : Olivier Barthélémy, acteur français.
- 1980 : Fabrice Jeannet, escrimeur français.
- 1982 :
  - José Acasuso, joueur de tennis argentin.
  - Ousmane Cissé, basketteur malien.
  - Katie Featherston, actrice américaine.
  - Lawrence Roberts, basketteur américain.
- 1983 : Kevinn Pinkney, basketteur américain.
- 1984 : Mitchell Adam « Mitch » Lucker, chanteur américain de deathcore († 1er novembre 2012).
- 1985 :
  - Jennifer Nicole Freeman, actrice américaine.
  - Dominic McGuire, basketteur américain.
- 1987 : Deresse Mekonnen, athlète de demi-fond éthiopien.
- 1988 : Candice Swanepoel, mannequine sud-africaine.
- 1989 :
  - Yanina Wickmayer, joueuse de tennis belge.
  - Jess Glynne, chanteuse et auteure-compositrice anglaise
- 1992 :
  - Rodney Hood, basketteur américain.
  - Klemen Prepelič, basketteur slovène.
  - Mathieu Wojciechowski, basketteur franco-polonais.
- 1994 : Andries Malan, joueur sud-africain de badminton.

## Décès

### XVIesiècle
- 1587 : Anne de Joyeuse, militaire français au service du roi de France infra (° 1560).

### XVIIesiècle
- 1645 : François Sublet des Noyers, administrateur et homme d’État français, ministre de la Guerre de 1636 à 1643  (° 14 mai 1589).

### XVIIIesiècle
- 1740 : Charles VI, empereur germanique et archiduc d'Autriche, de 1711 à 1740, et roi de Naples, de 1714 à 1735 (° 1er octobre 1685).

### XIXesiècle
- 1821 : Alexandre-Angélique de Talleyrand-Périgord, prélat français (° 18 octobre 1736).
- 1864 : Carl Christian Rafn, archéologue danois (° 16 janvier 1795).
- 1886 : Francesco Scaramuzza, peintre et poète italien (° 14 juillet 1803).
- 1888 : Nikolaï Prjevalski (Андрей Николаевич Колмогоров), explorateur russe (° 12 avril 1839).
- 1890 : Richard Francis Burton, polymathe et explorateur britannique (° 19 mars 1821).
- 1896 : François Félix Tisserand, astronome français (° 13 janvier 1845).

### XXesiècle
- 1932 : Boniface de Castellane, homme politique français (° 14 février 1867).
- 1949 : Jacques Copeau, homme de théâtre français (° 4 février 1879).
- 1964 : Herbert Hoover, homme politique américain, 31e président des États-Unis, en fonction de 1929 à 1933 (° 10 août 1874).
- 1970 : Joseph Doerflinger, pilote français, pionnier de l'aéropostale (° 24 mai 1898).
- 1972 :
  - Judith Jasmin, journaliste québécoise (° 10 juillet 1916).
  - Harlow Shapley, astrophysicien américain (° 2 novembre 1885).
- 1977 : Ronald Wayne « Ronnie » Van Zant, chanteur américain du groupe Lynyrd Skynyrd (° 15 janvier 1948).
- 1983 : Yves Thériault, romancier et scénariste canadien (° 27 novembre 1915).
- 1984 : 
  - Paul Dirac, physicien britannique, prix Nobel de physique en 1933 (° 8 août 1902).
  - Pierre Kast, résistant, militant, réalisateur, scénariste et romancier français (° 22 septembre 1920).
- 1985 : Jean-Roger Caussimon, auteur, compositeur et interprète français (° 24 juillet 1918).
- 1987 : Andreï Kolmogorov (Андрей Николаевич Колмогоров), mathématicien soviétique (° 25 avril 1903).
- 1988 : Sheila Scott (Sheila Christine Hopkins dite), aviatrice britannique (° 27 avril 1922).
- 1989 : John Anthony Quayle, acteur, metteur en scène et réalisateur britannique (° 7 septembre 1913).
- 1990 :
  - Colette Audry, romancière française (° 6 juillet 1906).
  - Joel McCrea, acteur américain californien (° 5 novembre 1905).
- 1994 : Burt Lancaster, acteur américain (° 2 novembre 1913).
- 1996 :
  - Robert Benayoun, écrivain homme de cinéma français (° 12 décembre 1926).
  - Yves Ezanno, général d'armée français et Compagnon de la Libération (° 14 juillet 1912).
- 1997 : 
  - René-Lucien Picandet, prélat français (° 14 décembre 1931).
  - Manolo Rodríguez, cycliste sur route espagnol (° 13 août 1926).
  - Henry Vestine, guitariste américain (° 25 décembre 1944).
- 1998 :
  - Gerhard Jahn, homme politique allemand (° 10 septembre 1927).
  - Alberto Soriano, botaniste argentin (° 27 août 1920).
  - Jean-René Suratteau, résistant et historien français (° 18 mai 1916).

### XXIesiècle
- 2002 : Bernard Fresson, comédien français (° 27 mai 1931).
- 2003 : Jack Elam, acteur américain (° 13 novembre 1916).
- 2005 :
  - Jean-Michel Folon, peintre et sculpteur belge (° 1er mars 1934).
  - Shirley Horn, chanteuse américaine (° 1er mai 1934).
- 2006 : 
  - Jeanne Colletin, actrice française (° 16 juillet 1938).
  - Marc Lauriol, homme politique français (° 18 août 1916).
  - Jane Wyatt, actrice américaine (° 12 août 1910).
- 2007 : 
  - Max McGee, joueur de foot U.S. américain (° 16 juillet 1932).
  - Paul Raven, musicien britannique des groupes Killing Joke, Prong et Ministry (° 16 janvier 1961).
- 2008 : 
  - Martine Cadieu, journaliste, chroniqueuse musicale, poétesse essayiste et romancière française (° 9 mars 1924).
  - Jean Clouet, homme politique français (° 7 mai 1921).
  - Sœur Emmanuelle (Madeleine Cinquin dite), religieuse belge (° 16 novembre 1908).
  - François Le Douarec, avocat et homme politique français (° 21 octobre 1924).
  - Pierre Sancan, pianiste français (° 24 octobre 1916).
- 2010 : Ari Up (Ariane Daniela Forster, dite), chanteuse et fondatrice du groupe punk The Slits (° 17 janvier 1962).
- 2011 :
  - Alain Bayrou, homme politique français (° 1er février 1956).
  - Claude Delarue, écrivain et dramaturge franco-suisse (° 10 août 1944).
  - Moatassem Kadhafi, militaire libyen, fils de Mouammar Kadhafi (° 18 décembre 1974).
  - Mouammar Kadhafi, militaire et chef d'État libyen de 1969 à 2011 (° 19 juin 1942).
  - Iztok Puc, handballeur yougoslave puis croate et ensuite slovène (° 14 septembre 1966).
  - Jean Raymond, comédien et imitateur français (° 27 mai 1919).
  - Roger Tallon, dessinateur industriel français, concepteur du TGV (° 9 juin 1929).
  - Abou Bakr Younès Jaber, militaire libyen, ministre de la Défense de Mouammar Kadhafi (° 1952).
- 2012 :
  - Jawad Akadar (جواد أقدار), footballeur marocain (° 9 septembre 1984).
  - Przemysław Gintrowski, compositeur et musicien polonais (° 21 décembre 1951).
  - Paul Kurtz, philosophe américain, professeur émérite de philosophie à l'université de Buffalo (° 21 décembre 1925).
  - Edward Donnall Thomas, médecin américain, prix Nobel de physiologie ou médecine en 1990 (° 15 mars 1920).
- 2013 :
  - Jovanka Broz (Јованка Будисављевић Броз), veuve du maréchal Tito, Première dame de Yougoslavie de 1953 à 1980 (° 7 décembre 1924).
  - Philippe Cohen, journaliste et essayiste français (° 9 octobre 1953).
  - Dimiter Gotscheff (Димитър Гочев), metteur en scène bulgare (° 26 avril 1943).
  - Bernardo Filipe Governo, prélat catholique mozambicain, évêque de Quelimane de 1976 à 2007 (° 21 janvier 1939).
  - Jacques Hintzy, publicitaire français, président du comité français de l'UNICEF de 1999 à 2012 (° 25 juin 1937).
  - Jamalul Kiram III, homme politique philippin (° 16 juillet 1938).
  - Lawrence Klein, économiste américain, prix Nobel d’économie en 1980 (° 14 septembre 1920).
  - Émile Louis, tueur en série français (° 21 janvier 1934).
  - Joginder Singh, pilote de rallye kényan (° 9 février 1932).
- 2014 :
  - Lilli Carati (Ileana Caravati dite), actrice italienne (° 23 septembre 1956).
  - Maria Lambour (Maria Le Berre dite), comédienne française (° 2 septembre 1911).
  - Christophe de Margerie, industriel français (° 6 août 1951).
  - Oscar de la Renta, styliste américain (° 22 juillet 1932).
- 2015 : Gilles Marcotte, écrivain, critique et enseignant universitaire canadien (° 8 décembre 1925).
- 2016 : Roger Lallemand, avocat et homme politique belge (° 17 janvier 1932).
- 2017 :
  - Ugo Fangareggi, acteur et metteur en scène italien (° 30 janvier 1938).
  - Federico Luppi, acteur argentin (° 23 février 1936).
  - Justin Reed, basketteur américain (° 16 janvier 1982).
  - Mathieu Riebel, cycliste sur piste français (° 2 janvier 1997).
  - Mustapha Tlili, écrivain et intellectuel tunisien (° 17 octobre 1937).
- 2018 :
  - Marie-France Briselance, écrivaine, scénariste et professeure à l'université Bordeaux III (° 29 avril 1945).
  - Gaétan Gervais, auteur, historien et professeur d'université canadien (° 10 août 1944).
  - Yueh Hua, acteur hongkongais (° 13 juillet 1942).
  - Wim Kok, homme d'État néerlandais (° 29 septembre 1938).
- 2020 : Bruno Martini, footballeur français, gardien de but à l'international, entraîneur (° 25 janvier 1962).
- 2023 :
  - Hiba Abu Nada, poétesse, romancière, nutritionniste et wikimédienne palestinienne (° 24 juin 1991).
  - Jean Berteault, poète français (° 27 décembre 1932).
  - Giambattista Cescutti, basketteur italien (° 13 juin 1939).
  - Melvin Gallant, professeur, critique littéraire, éditeur et écrivain canadien (° 24 mai 1932).
  - Haydn Gwynne, actrice britannique (° 5 octobre 1957).
  - Amber L. Hollibaugh, écrivaine, cinéaste et militante féministe américaine (° 20 juin 1946).
- 2024 :
  - Georges Aillères, joueur, entraîneur et dirigeant de rugby à XIII français (° 3 décembre 1934).
  - Eugenio Dal Corso, évêque catholique italien (° 16 mai 1939).
  - Barbara Dane, chanteuse de folk, blues et jazz américaine (° 12 mai 1927).
  - Fethullah Gülen, intellectuel musulman turc apatride depuis 2017 (° 27 avril 1941).
  - Janusz Olejniczak, pianiste et pédagogue polonais (° 2 octobre 1952).
  - Éric Yung, inspecteur de police reconverti dans le journalisme français (° 30 mars 1948).

## Célébrations
- Journée internationale du contrôleur aérien créée par la fédération internationale des associations de contrôleurs aériens (en) pour célébrer l'anniversaire de sa fondation en 1961[10].

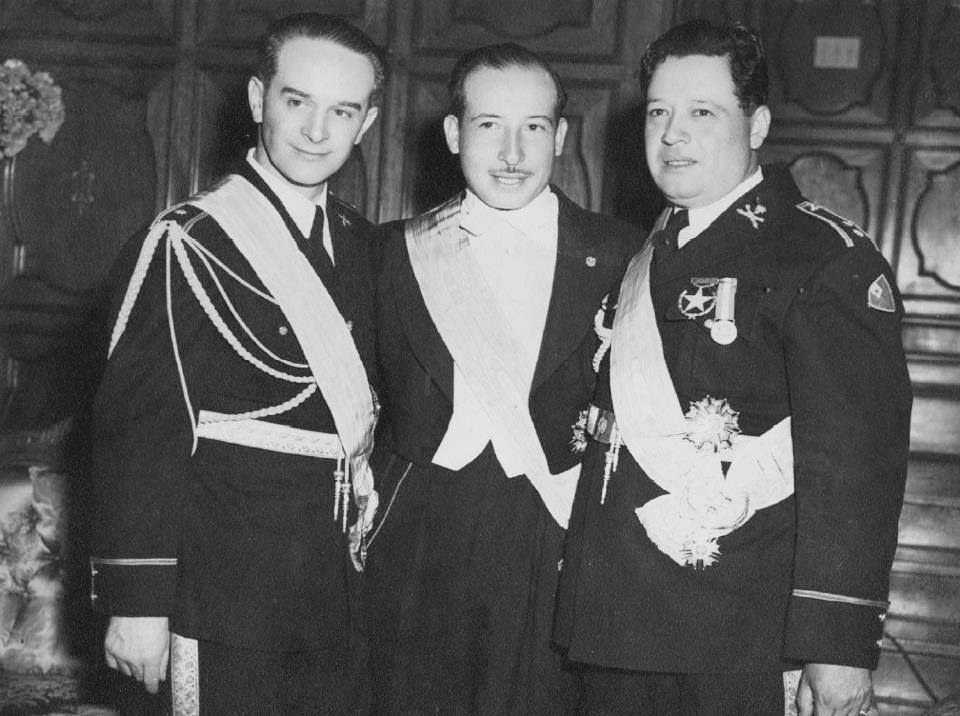
Photographie du premier gouvernement militaire guatémaltèque après la révolution de 1944

- La journée internationale des cuisiniers, depuis 2004 par Bill Gallagher, un célèbre chef cuisinier. L’objectif était de mettre en avant le métier de cuisinier afin de célébrer la profession de chef à travers le monde.
- Fondation internationale de l'ostéoporose : journée internationale contre cette maladie.
- Nations unies : journée mondiale de la statistique[11].
- Guatemala : día de la Revolución de 1944 (es) / « fête de ladite révolution » de 1944 qui renversa le régime dictatorial de Jorge Ubico Castañeda et posa les bases de la démocratie (photo ci-contre).
- Kenya : Mashujaa Day[12] en l'honneur des héros morts pour l'indépendance du pays vis-à-vis de l'ex-empire britannique en 1963.
- Tchéquie : Journée nationale de l’arbre
- Viêt Nam : journée de la femme vietnamienne (vi) (à ne pas confondre avec la journée internationale de la femme qui y est aussi célébrée chaque 8 mars comme (presque) partout dans le monde).
- Bahaïsme : naissance du Bāb.
- Christianisme : station dans le village d'Enbeteba avec mémoire de Thalélée, déposition des Saint(s) Jean-Baptiste et Marc évangéliste et lectures de Éph. 4, 1(-16) et de Mc 10, 28-31 dans le lectionnaire de Jérusalem.

### Saints des Églises chrétiennes

#### Catholiques et orthodoxes
Saints du jour, :
- Acca de Hexham († 742), ami de Bède le Vénérable, qui évangélisa la Frise, évêque de Hexham en Northumbrie.
- Adérald († 1004), chanoine et archidiacre de Troyes.
- Agricol († VIe siècle), neveu de saint Remi de Reims, qui aida saint Loup à évangéliser la région de Soissons.
- André le Calybite († 767), Moine et martyr à Constantinople.
- Artème d'Antioche († 363), gouverneur militaire d'Alexandrie et de l'Égypte, martyr à Antioche sous l'empereur romain Julien.
- Bredan (it) († VIIe siècle) et Orora, moines sur l'île de Man.
- Caprais d'Agen († 303), 1er évêque d'Agen, martyr sous Dioclétien.
- Corneille le centurion († Ier siècle au cours duquel il aurait vécu vers au moins 30 à 60), le centurion romain Cornelius (Cornélius ou en grec Κορνήλιος), que l'apôtre du Christ Saint Simon dit Pierre aurait baptisé avec son entourage en sa maison de Césarée (d'après les Actes des apôtres du Nouveau testament biblique, acte X vers scènes 1 à 48), faisant ainsi d'eux dans la tradition chrétienne les premiers « gentils » / non-Juifs circoncis à devenir disciples et baptisés de J.-C. après la mort terrestre de celui-ci.
- Eutyche († IVe siècle), et ses compagnons Promaque, Luce, Marcellin et Bermiaque, martyrs à Nicomédie.
- Herbaud (VIIIe siècle), ermite.
- Irène du Portugal († 653), vierge et martyre à Santarém.
- Jean III († 655), évêque de Côme.
- Sindulphe de Champagne († 600), ermite et évangélisateur de la Champagne.
- Vital de Salzbourg († 730), évêque de Salzbourg, disciple de saint Rupert de Salzbourg.

#### Saints et bienheureux catholiques
Saints et béatifiés du jour :
- Adeline († 1125), sœur de Vital de Savigny, 1re abbesse de l'abbaye Blanche à Mortain.
- Geoffroy († XIIe siècle), abbé de l'abbaye de Savigny.
- Guillaume de Niobé († XIIe siècle), novice de l'abbaye de Savigny.
- Humbaud († 1115), évêque d'Auxerre.
- Jacques Kern († 1924), bienheureux religieux prémontré.
- Jacques de Strepa (pl) († 1409), franciscain, évêque de Kalisz.
- Marie Bertille Boscardin († 1922), religieuse de Sainte-Dorothée.

#### Saints orthodoxes
Saints du jour, aux dates parfois "juliennes" ou orientales :
- Artème de Vierkol (en) († 1545).
- Basile († Xe siècle), évêque de Trabzon.
- Gérasime († 1579) dit le « nouveau Théophore ».
- Germain († 1937), évêque, et ses compagnons, martyrs des communistes.
- Matrone († 1462), ermite sur l'île de Chios.
- Nicolas Lioubomoudrov (ru) († 1918), prêtre martyr.

### Prénoms
Bonne fête aux Adeline, ses variantes Adelina, Adélina, Alina, Aline, Deline ; et leurs formes masculines Adelin et Alin ( voir les Adèle des 24 décembre, Adélaïde & Alice des 16 décembre, Alix des 9 janvier).
Et aussi aux Corneille, Cornélius, Cornelius, Cornély, Kornelios (Κορνήλιος).

## Traditions et superstitions

### Astrologie
- Signe du zodiaque : vingt-septième jour du signe astrologique de la Balance.